# Sophora albescens
Sophora albescens là một loài thực vật có hoa trong họ Đậu. Loài này được (Rehder) C.Y.Ma miêu tả khoa học đầu tiên.